# Ruska

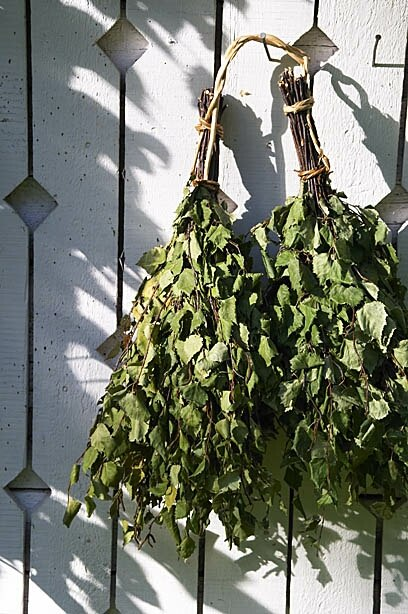
Bastukvastar.

En ruska är ett ris från löv- eller barrträd som sammanfogats till ett knippe. En ruska kan ha flera användningsområden.

## Bastubad
En ruska av björk, kallad "bastukvast", kan användas vid bastubad. Ruskan slås lätt eller hårt som man önskar över hela kroppen. Slagen fungerar som massage och stimulerar blodcirkulationen.

## Djurfoder
Ruskor kan användas som djurfoder. Skilda lövängar kan upprättas för skörd av dessa "lövkärvar".

## Navigering
En ruskprick var förr ett sjömärke som bestod av en ruska fäst på en käpp eller stång som rests på skär eller grund. Idag har ruskprickar i allmänhet ersatts med andra former av markeringar. 
Även i land används ruskor för att hitta rätt. I områden med mycket snö markeras vägars sträckning med ruskor som sätts i vägkanterna med jämna mellanrum som vägledning för plogbilar och andra trafikanter efter kraftiga snöfall.

## Militär
I militära sammanhang kan en ruska (vanligen bestående av en enda gren) användas för att markera den plats i en militärförläggning där manliga militärer kan låta sitt vatten; en så kallad pissruska.

## Brandbekämpning
Ruskor, vanligen av gran kan användas effektivt för att släcka bränder, till exempel gräsbränder. Ruska lång och Ruska kort är enkla brandsläckningsredskap som regelmässigt används inom det svenska försvaret vid övernattning i tält eller bivack där det eldas i eldstad eller kamin. Ruskorna tillverkas av granris eller lövsly som binds fast på en lång respektive kort käpp. Ruska kort förvaras i en vattenhink inne i tältet nära eldposten som har i uppgift att övervaka eldandet när övriga sover. Vid brand eller gnistspridning i tältet ska ruska kort användas för att kväva elden. Den längre ruska lång förvaras omedelbart utanför ingången till tältet eller bivacken för att vara till hands för att nå eventuell glöd eller brand högt upp på tältduken utifrån.